# Colombiers-sur-Seulles
Pour les articles homonymes, voir Colombiers et Seulles (homonymie).
Colombiers-sur-Seulles est une commune française, située dans le département du Calvados en région Normandie, peuplée de 153 habitants.

## Géographie
La commune se situe à 13 kilomètres au nord-est de Bayeux et deux kilomètres de Creully, dans la vallée de la Seulles.
| Sainte-Croix-sur-Mer |                        | Banville |
| Tierceville          | Colombiers-sur-Seulles |          |
|                      | Amblie                 |          |

### Hydrographie
La commune est située dans le bassin Seine-Normandie. Elle est drainée par la Seulles, deux bras de la Seulles et divers autres petits cours d'eau,.
La Seulles, d'une longueur de 72 km, prend sa source dans la commune de Dialan sur Chaîne et se jette  dans la baie de Seine à Courseulles-sur-Mer, après avoir traversé 31 communes. Les caractéristiques hydrologiques de la Seulles sont données par la station hydrologique située sur la commune de Ponts sur Seulles. Le débit moyen mensuel est de 2,54 m3/s. Le débit moyen journalier maximum est de 38 m3/s, atteint lors de la crue du 25 janvier 1995. Le débit instantané maximal est quant à lui de 40 m3/s, atteint le 26 décembre 1999.

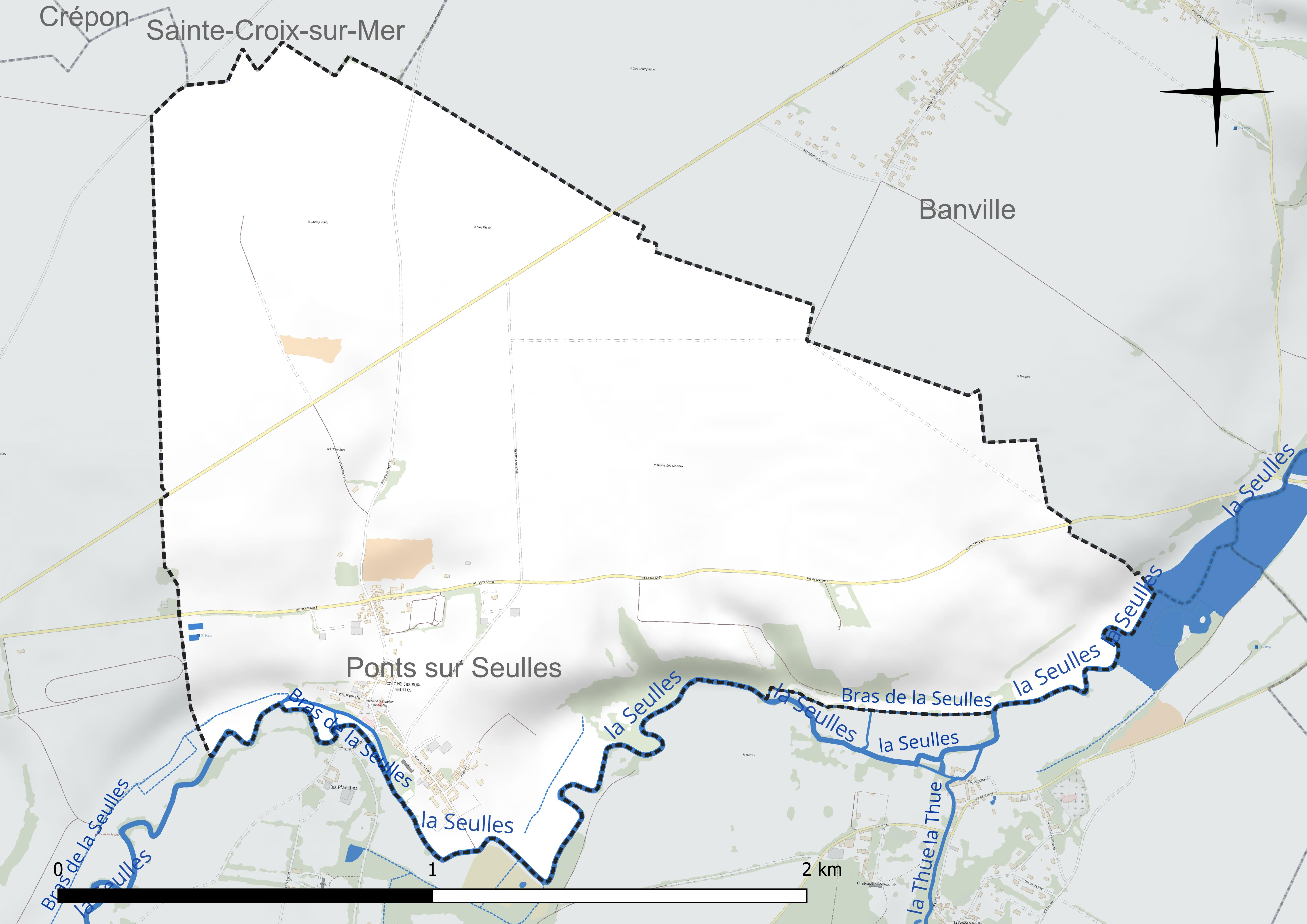
Réseau hydrographique de Colombiers-sur-Seulles.

### Climat
Pour des articles plus généraux, voir Climat de la Normandie et Climat du Calvados.

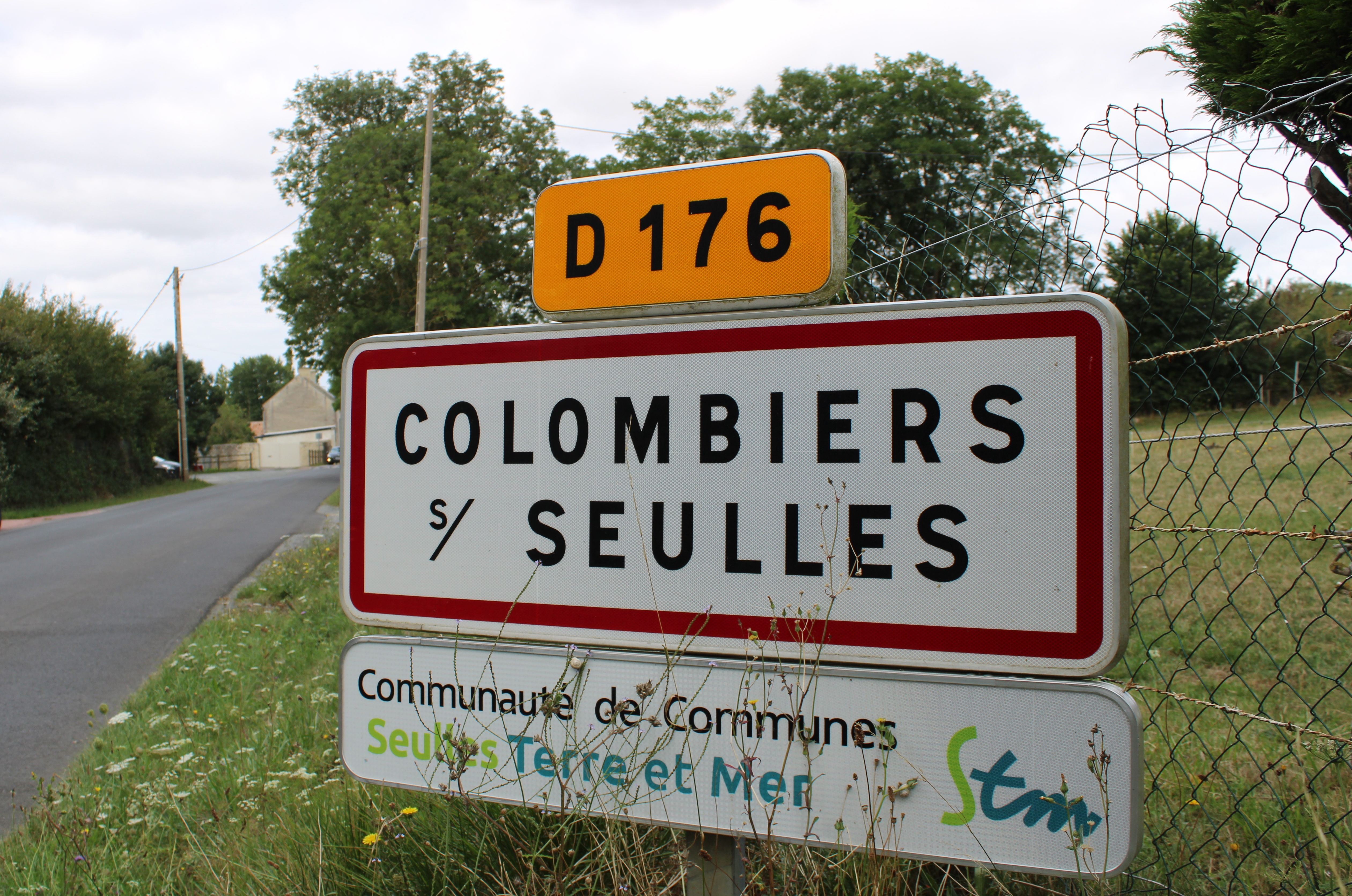
Entrée du village.

En 2010, le climat de la commune est de type climat océanique altéré, selon une étude du CNRS s'appuyant sur une série de données couvrant la période 1971-2000. En 2020, Météo-France publie une typologie des climats de la France métropolitaine dans laquelle la commune est exposée à un climat océanique et est dans la région climatique  Normandie (Cotentin, Orne), caractérisée par une pluviométrie relativement élevée (850 mm/a) et un été frais (15,5 °C) et venté. Parallèlement le GIEC normand, un groupe régional d'experts sur le climat, différencie quant à lui, dans une étude de 2020, trois grands types de climats pour la région Normandie, nuancés à une échelle plus fine par les facteurs géographiques locaux. La commune est, selon ce zonage, exposée à un « climat des plateaux abrités », correspondant à la plaine agricole de Caen à Falaise, sous le vent des collines de Normandie et proche de la mer, se caractérisant par une pluviométrie et des contraintes thermiques modérées.
Pour la période 1971-2000, la température annuelle moyenne est de 10,8 °C, avec  une amplitude thermique annuelle de 11,7 °C. Le cumul annuel moyen de précipitations est de 696 mm, avec 12,1 jours de précipitations en janvier et 7,3 jours en juillet. Pour la période 1991-2020, la température moyenne annuelle observée sur la station météorologique la plus proche, située sur la commune de Bernières-sur-Mer à 8 km à vol d'oiseau, est de 11,7 °C et le cumul annuel moyen de précipitations est de 695,0 mm,. Pour l'avenir, les paramètres climatiques de la commune estimés pour 2050 selon différents scénarios d'émission de gaz à effet de serre sont consultables sur un site dédié publié par Météo-France en novembre 2022.

## Urbanisme

### Typologie
Au 1er janvier 2024, Colombiers-sur-Seulles est catégorisée commune rurale à habitat dispersé, selon la nouvelle grille communale de densité à 7 niveaux définie par l'Insee en 2022.
Elle est située hors unité urbaine. Par ailleurs la commune fait partie de l'aire d'attraction de Caen, dont elle est une commune de la couronne,. Cette aire, qui regroupe 296 communes, est catégorisée dans les aires de 200 000 à moins de 700 000 habitants,.

### Occupation des sols
L'occupation des sols de la commune, telle qu'elle ressort de la base de données européenne d'occupation biophysique des sols Corine Land Cover (CLC), est marquée par l'importance des territoires agricoles (100 % en 2018), une proportion identique à celle de 1990 (100 %). La répartition détaillée en 2018 est la suivante : 
terres arables (72,4 %), prairies (22,4 %), zones agricoles hétérogènes (5,2 %). L'évolution de l'occupation des sols de la commune et de ses infrastructures peut être observée sur les différentes représentations cartographiques du territoire : la carte de Cassini (XVIIIe siècle), la carte d'état-major (1820-1866) et les cartes ou photos aériennes de l'IGN pour la période actuelle (1950 à aujourd'hui).

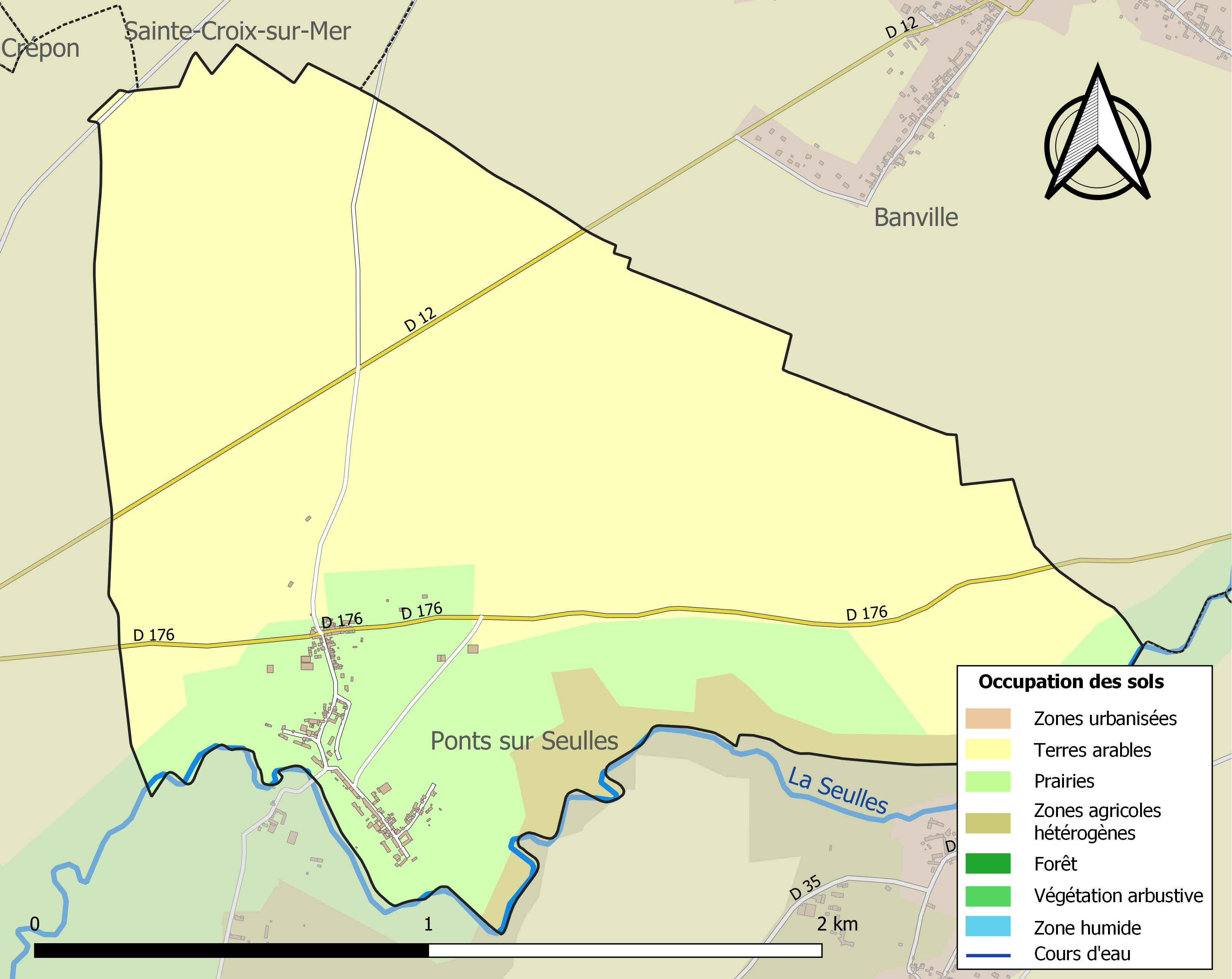
Carte des infrastructures et de l'occupation des sols de la commune en 2018 (CLC).

## Toponymie
Le nom de la localité est attesté sous les formes de Columbers entre 1059 et 1066, Columbariae en 1082.
Pluriel de l'oïl colombière « pigeonnier ».
La commune se situe dans la vallée du fleuve côtier, la Seulles.

## Histoire

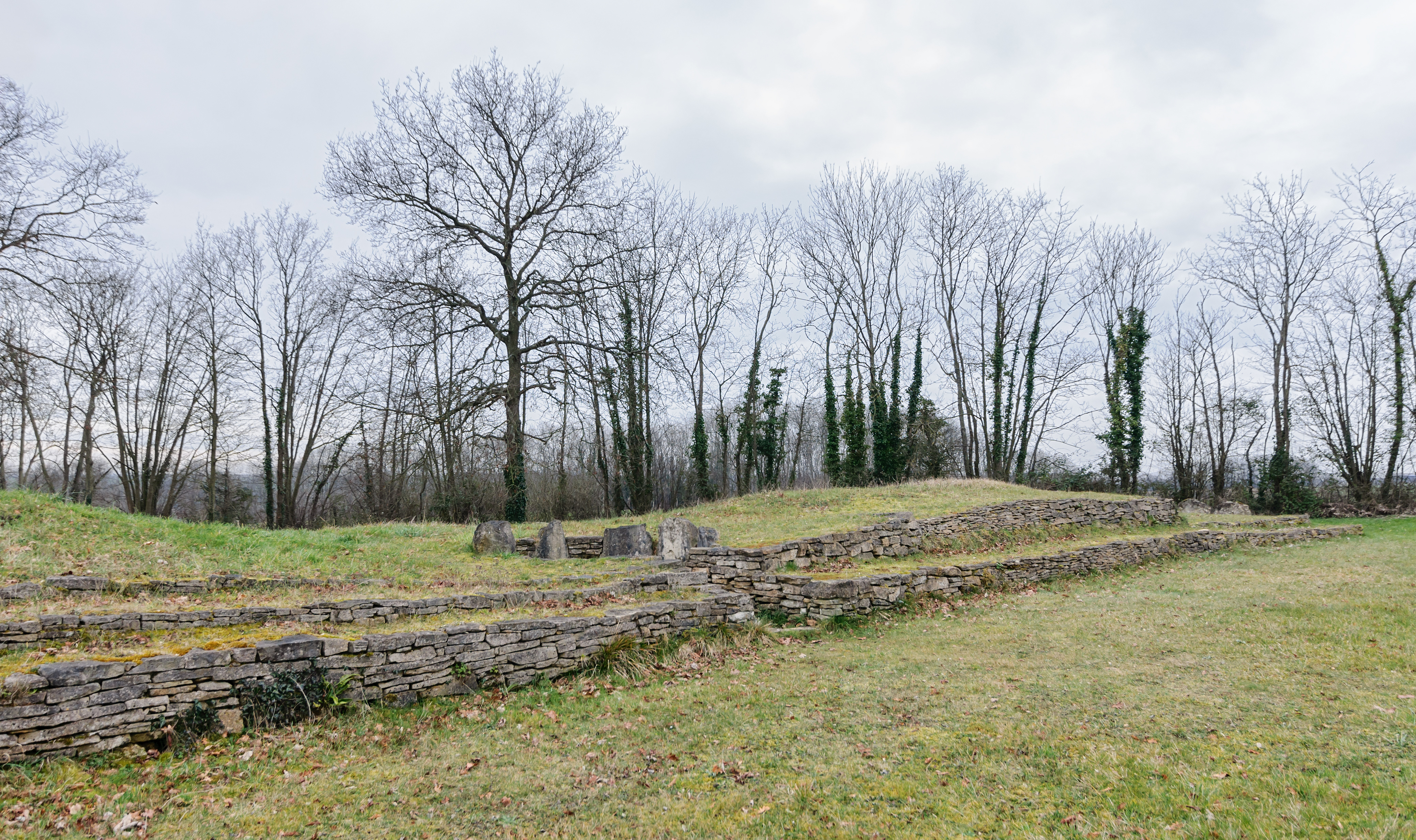
Le tumulus.

Des fouilles archéologiques ont permis de découvrir des tombes à coupole datant de 4 000 av. J.-C. Le conseil général du Calvados a acheté le site du tumulus de Colombiers-sur-Seulles ; il s'agit du plus ancien monument funéraire néolithique conservé en Normandie.

## Politique et administration
| Période                                  | Période  | Identité      | Étiquette | Qualité     |
| ---------------------------------------- | -------- | ------------- | --------- | ----------- |
| 1995                                     | En cours | Hervé Richard | SE        | Agriculteur |
| Les données manquantes sont à compléter. |          |               |           |             |

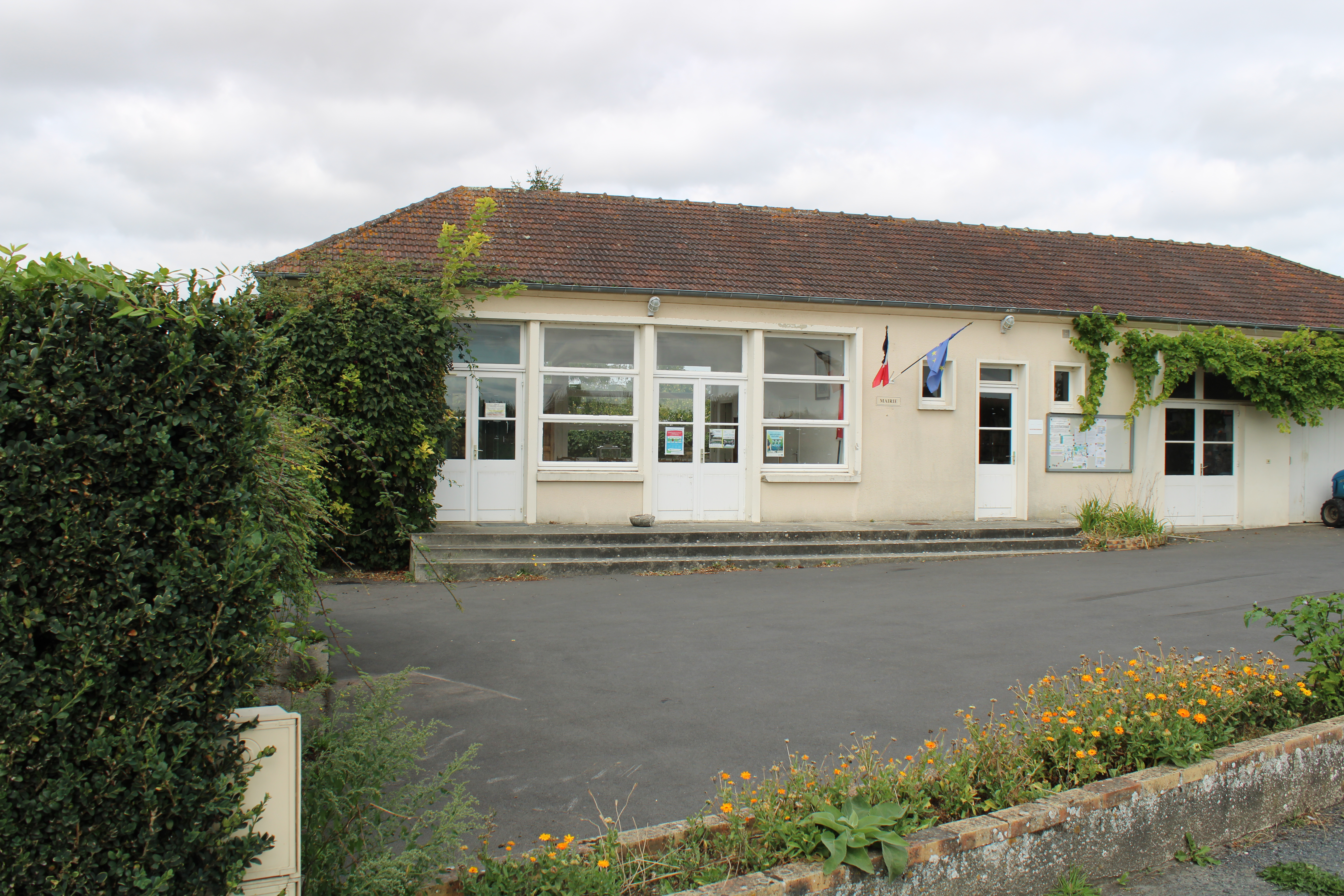
La mairie.

Le conseil municipal est composé de onze membres dont le maire et deux adjoints.

## Démographie
L'évolution du nombre d'habitants est connue à travers les recensements de la population effectués dans la commune depuis 1793. Pour les communes de moins de 10 000 habitants, une enquête de recensement portant sur toute la population est réalisée tous les cinq ans, les populations de référence des années intermédiaires étant quant à elles estimées par interpolation ou extrapolation. Pour la commune, le premier recensement exhaustif entrant dans le cadre du nouveau dispositif a été réalisé en 2005.
En 2022, la commune comptait 153 habitants, en évolution de −7,83 % par rapport à 2016 (Calvados : +1,58 %, France hors Mayotte : +2,11 %).
| 1793 | 1800 | 1806 | 1821 | 1831 | 1836 | 1841 | 1846 | 1851 |
| ---- | ---- | ---- | ---- | ---- | ---- | ---- | ---- | ---- |
| 336  | 302  | 367  | 376  | 432  | 431  | 416  | 432  | 424  |

| 1856 | 1861 | 1866 | 1872 | 1876 | 1881 | 1886 | 1891 | 1896 |
| ---- | ---- | ---- | ---- | ---- | ---- | ---- | ---- | ---- |
| 432  | 459  | 458  | 383  | 388  | 311  | 333  | 295  | 276  |

| 1901 | 1906 | 1911 | 1921 | 1926 | 1931 | 1936 | 1946 | 1954 |
| ---- | ---- | ---- | ---- | ---- | ---- | ---- | ---- | ---- |
| 253  | 236  | 208  | 191  | 193  | 195  | 213  | 216  | 200  |

| 1962 | 1968 | 1975 | 1982 | 1990 | 1999 | 2005 | 2006 | 2010 |
| ---- | ---- | ---- | ---- | ---- | ---- | ---- | ---- | ---- |
| 181  | 164  | 166  | 158  | 160  | 181  | 166  | 164  | 170  |

| 2015 | 2020 | 2022 | - | - | - | - | - | - |
| ---- | ---- | ---- | - | - | - | - | - | - |
| 165  | 157  | 153  | - | - | - | - | - | - |

## Lieux et monuments
- L'église Saint-Vigor, datant du XIe siècle, et restaurée au XIXe, dont la tour-clocher est classée au titre des monuments historiques par arrêté du 14 juillet 1877[24].
- Le « menhir des Demoiselles » ou de « la Pierre Debout » au lieudit la Pierre, classé au titre des monuments historiques par liste de 1889[25].
- Le tumulus funéraire.
- Butte-du-Hu. Vestiges d'une motte féodale au nord de la RD 176[26].
- Grand Pont et Petit Pont sur la Seulles inscrits à l'IGPC[27].
- Lavoir sur la Seulles inscrit à l'IGPC[28].

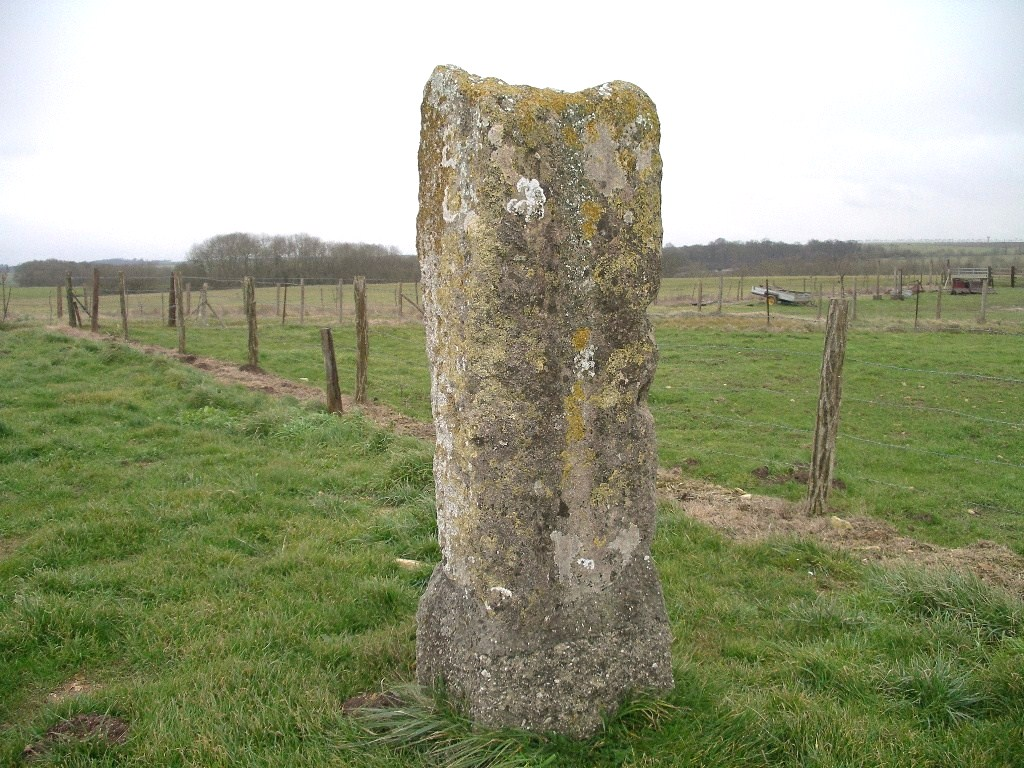
Le menhir des Demoiselles.
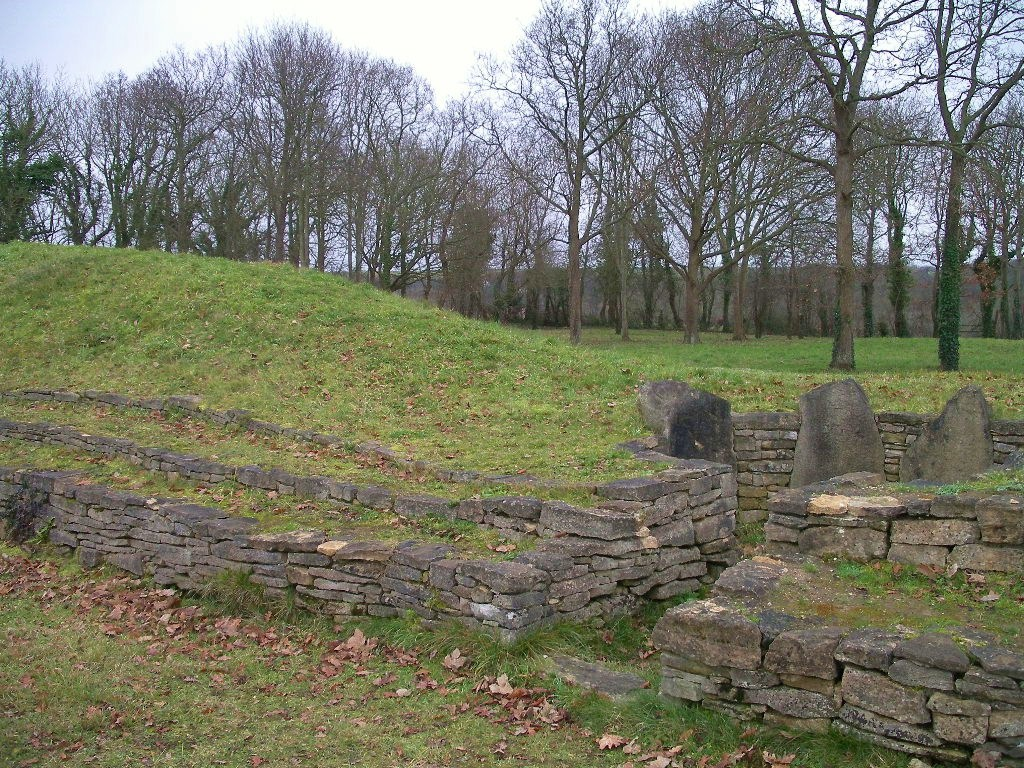
Le tumulus.
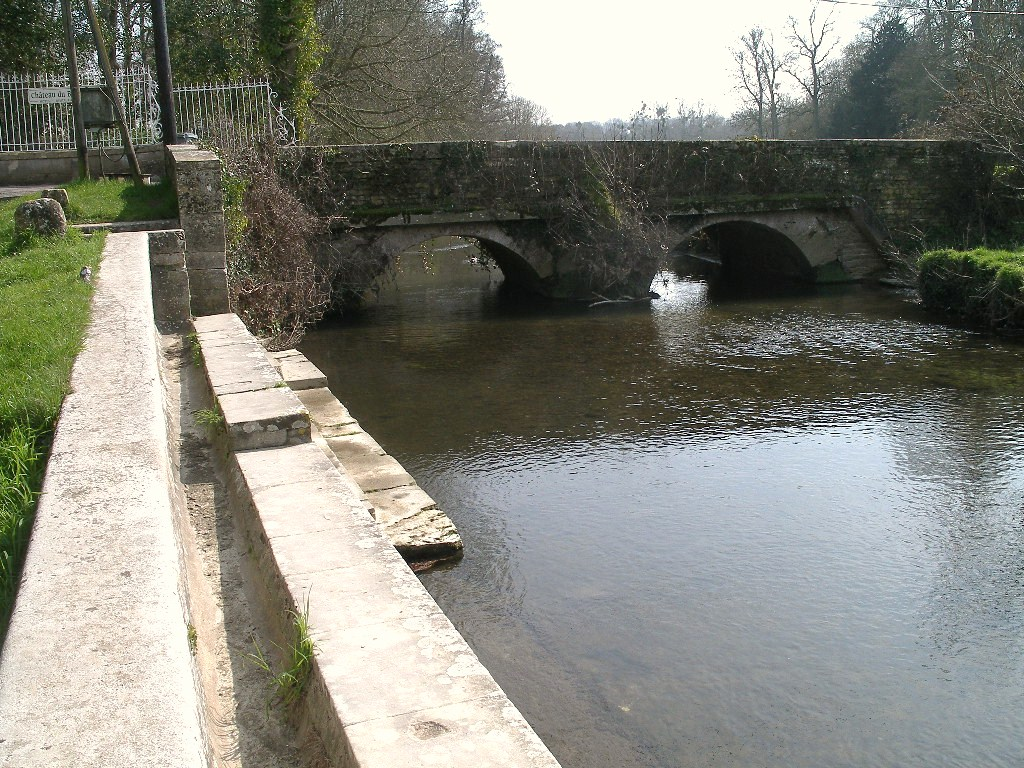
Le Grand Pont et le lavoir.
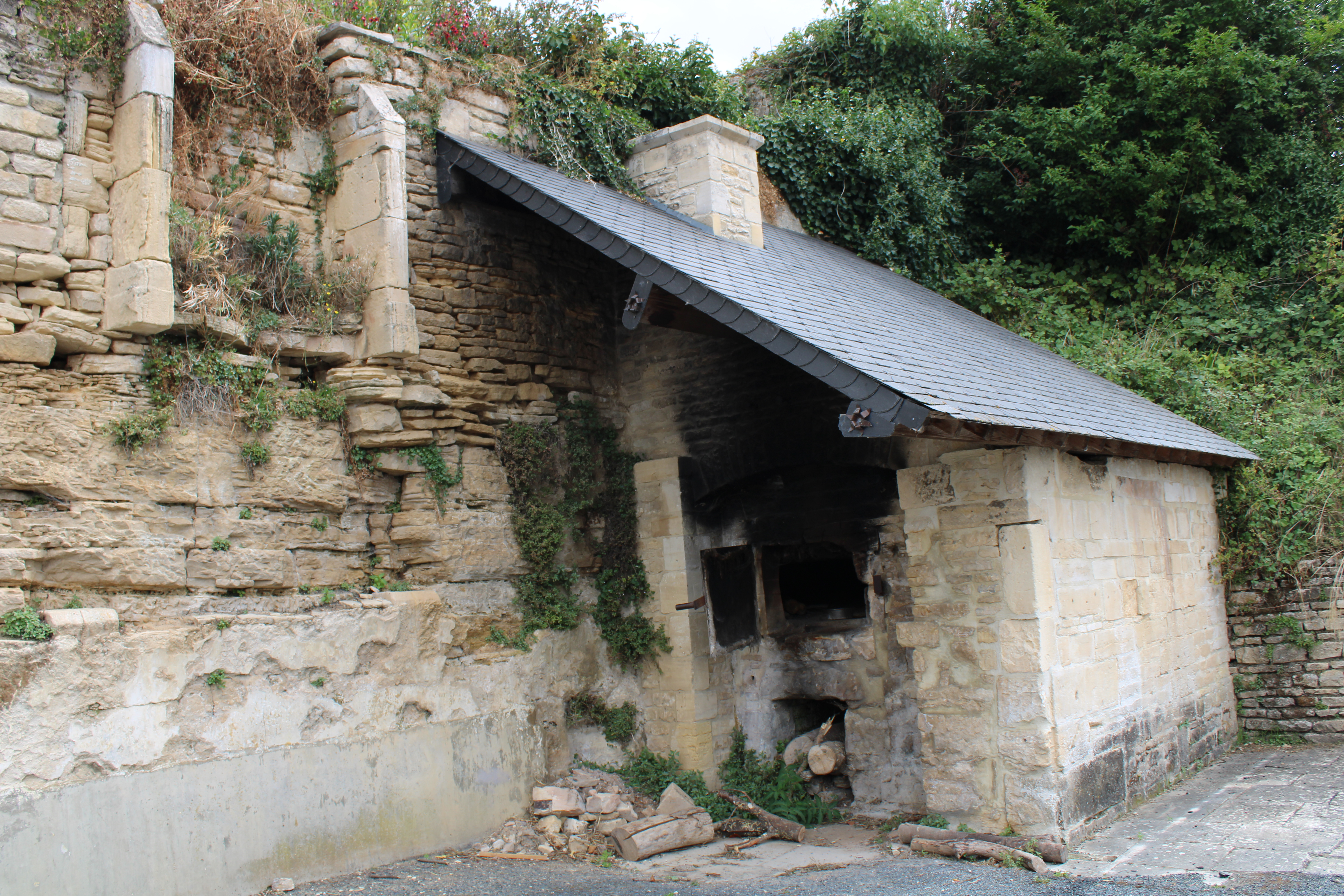
Le four à pains.
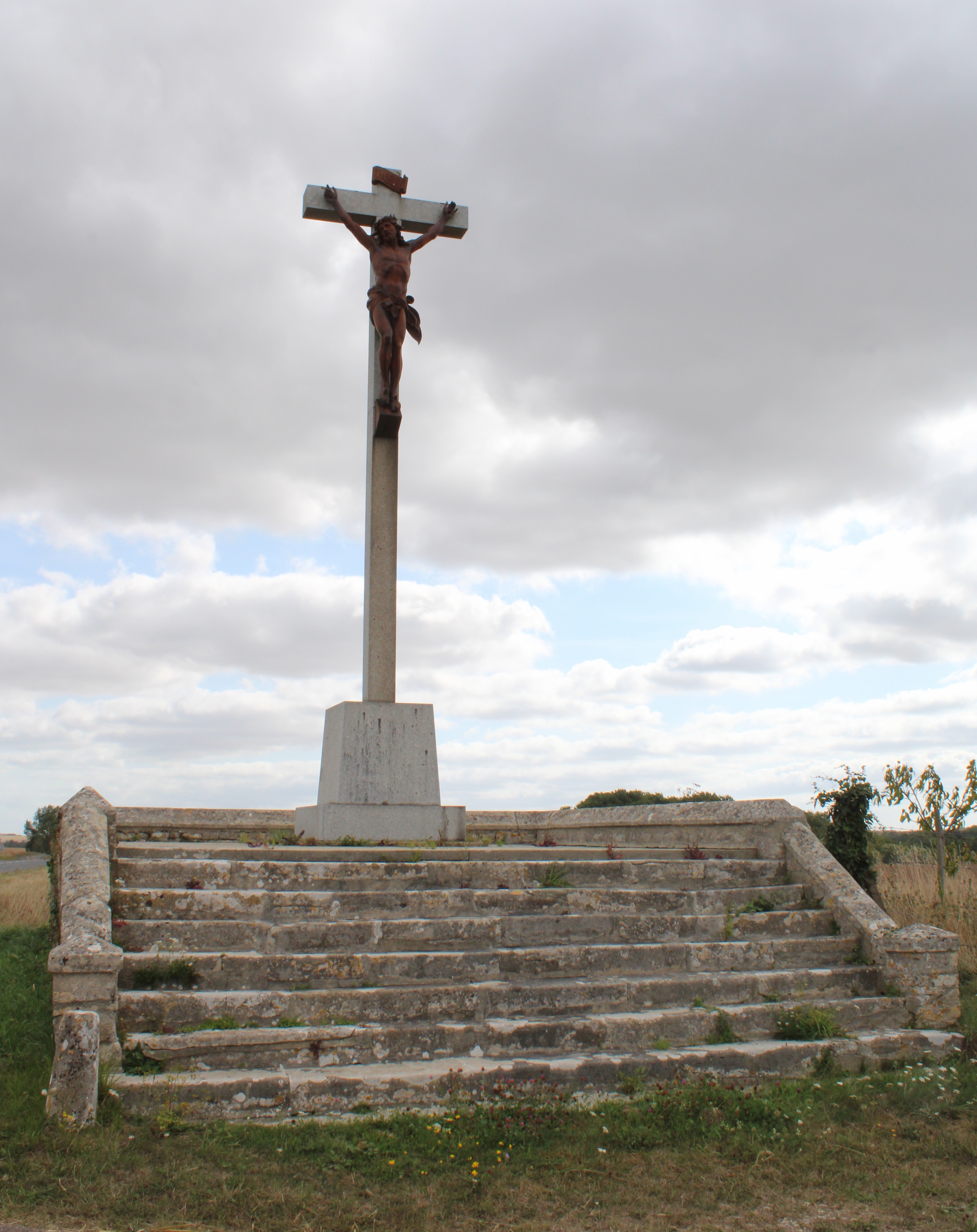
Le calvaire.
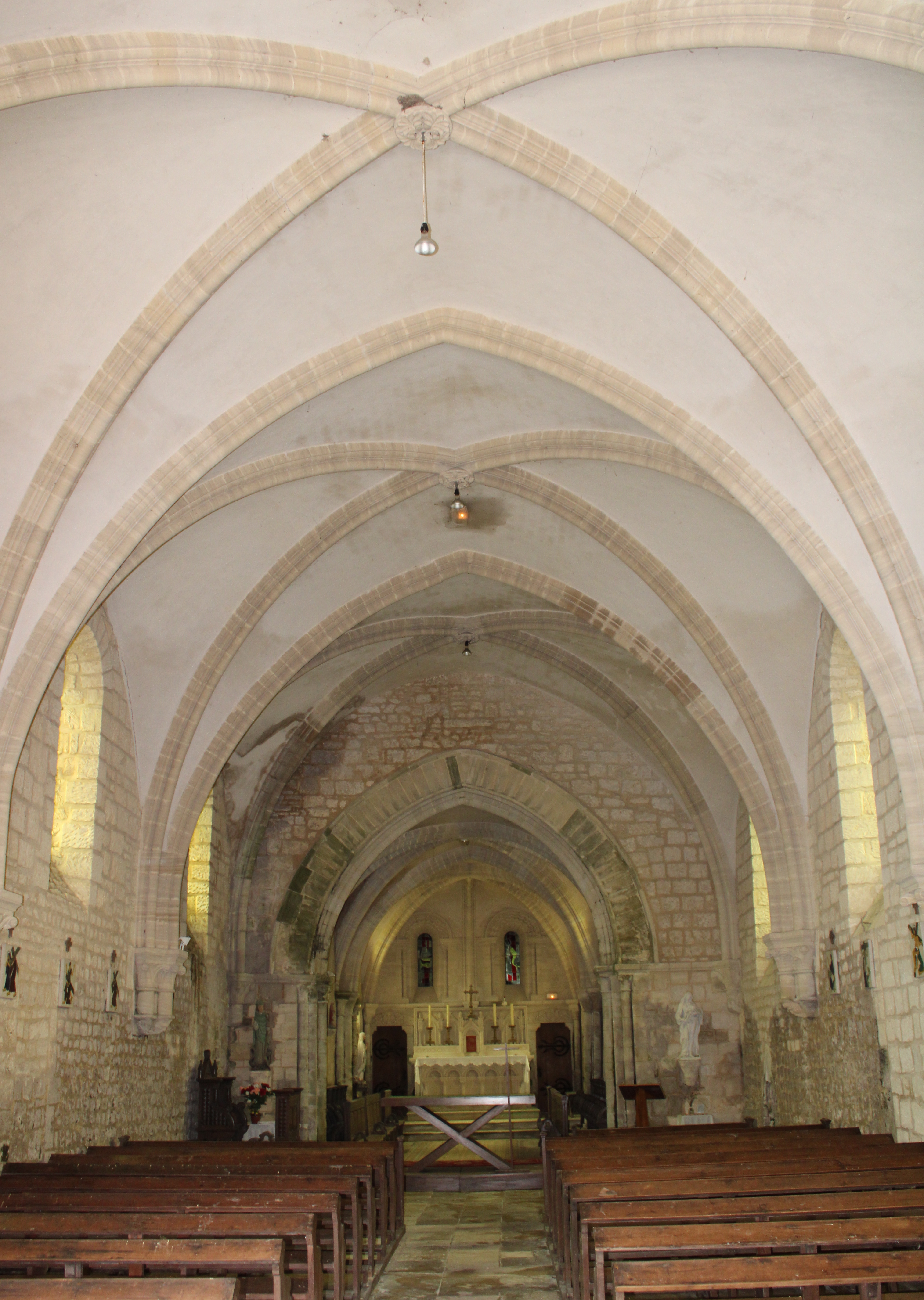
La nef de l'église.

## Personnalités liées à la commune

### Héraldique
| Blason de Colombiers-sur-Seulles | Blason  | D'azur aux trois besants d'or. |
| Blason de Colombiers-sur-Seulles | Détails |                                |